# Macrorhynchia multiplicatopinnata
Macrorhynchia multiplicatopinnata är en nässeldjursart som först beskrevs av Gustav Heinrich Kirchenpauer 1876.  Macrorhynchia multiplicatopinnata ingår i släktet Macrorhynchia och familjen Aglaopheniidae. Inga underarter finns listade i Catalogue of Life.